# پائولا ویلامیزار
پائولا ویلامیزار (انگلیسی: Paola Villamizar؛ زادهٔ ۳۰ ژوئن ۱۹۹۴) بازیکن فوتبال اهل ونزوئلا است.
وی همچنین در تیم‌های ملی فوتبال Venezuela women's national football team بازی کرده‌است.